# Su patriotu sardu a sos feudatarios
 (avril 2020).
Si vous disposez d'ouvrages ou d'articles de référence ou si vous connaissez des sites web de qualité traitant du thème abordé ici, merci de compléter l'article en donnant les références utiles à sa vérifiabilité et en les liant à la section « Notes et références ».

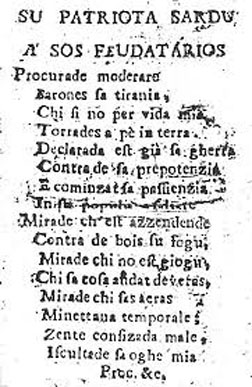
Texte original de 1794

Su patriotu sardu a sos feudatarios (littéralement « Le patriote sarde aux feudataires »), également connu sous le nom de Procurade 'e moderare, est une composition révolutionnaire et antiféodale de la Sardaigne écrite pendant la période piémontaise par Francesco Ignazio Mannu (Frantziscu Ignàtziu Mannu en langue sarde) en 1794 lors des soulèvements révolutionnaires sardes.
Longtemps considéré comme un hymne dans la culture populaire des Sardes, à la suite de deux projets de loi, il a été déclaré en 2018 hymne officiel de la Sardaigne,,,.

## Le texte
Le poème, écrit en octaves, comporte 47 vers pour un total de 376 versets. Écrit lors des soulèvements antiféodaux de 1794, le chant représente une protestation contre l'état pitoyable de l'île à la fin du XVIIIe siècle.
Selon une certaine tradition, l'hymne aurait été imprimé clandestinement en Corse et diffusé en Sardaigne, et est devenu le chant de guerre des opposants sardes, entrant dans l'histoire comme la Marseillaise sarde. Il est composé de 376 cuivres fortement rythmés en langue sarde, et suit dans son contenu les schémas de la littérature civile du Siècle des Lumières. L'incipit consiste en une attaque péremptoire contre l'arrogance des seigneurs féodaux, qui sont les principaux responsables de la dégradation de l'île : Procurad'e moderare, Barones, sa tirannia... (« Essayez de modérer, ô Barons, votre tyrannie… »).
Tout au long de la composition est décrite en détail la situation économique désastreuse qui sévissait alors dans l'île. Cependant, les invectives ne manquent pas contre les oppresseurs piémontais qui, selon le poète, ont pris grand soin d'exploiter l'île et ses ressources en se préoccupant de leur propre richesse, d'une manière qui n'est pas sans rappeler l'attitude de l'Espagne envers les Indes (Fit pro sos piemontesos sa Sardigna una cucagna, che in sas Indias s'Ispagna : verset 32).
La chanson se termine par un vigoureux cri d'incitation à la révolte, scellé par un dicton populaire d'efficacité lapidaire : Cando si tenet su bentu est prezisu bentulare (« quand le vent se lève, il faut le secouer » : verset 47).

## Editions, traductions et critiques littéraires
Le pamphlet de Procurade 'e moderare a été publié clandestinement à Sassari dans les premiers mois de 1796, et non en Corse, comme le croyait encore la croyance populaire il y a quelque temps. Après tout, Sassari, conquise par les rebelles le 28 décembre 1795, a été gouvernée par des représentants de la lutte anti-féodale et, à partir de la fin février 1796, par les suppléants de Giovanni Maria Angioy.
La première traduction dans une autre langue fut la traduction anglaise de John Warre Tyndale en 1849 (Endeavor to moderate...) insérée dans son ouvrage The Island of Sardinia. En juin 1864, Auguste Boullier, dans son Essai sur le dialecte et les chants populaires de la Sardaigne, publie une traduction de l'hymne en français (Songez à modérer...).
L'hymne, outre les éditions clandestines, avait été publié pour la première fois en Sardaigne en 1865 par Giovanni Spano et plus tard par Enrico Costa qui, pour la première fois, l'avait également traduit en italien, à l'occasion du centenaire de l'entrée de Giovanni Maria Angioy à Sassari, il fut réimprimé en feuille volante avec la traduction en vers de Sebastiano Satta. Finalement, il a été traduit en allemand par B. Granzer et B. Schütze en 1979 avec le titre Die Tyrannie.
Raffa Garzia a proposé une comparaison entre la composition de Mannu et Il Giorno de Giuseppe Parini  ; le savant a également signalé deux autres compositions sur des thèmes similaires : une de Maria Baule, poétesse de Ploaghe, sur la tentative d'invasion française de la Sardaigne en 1793, avec le titre Ancòra semus in gherra qui a été publiée par Giovanni Spano et une autre composition, se référant toujours aux événements de 1793, du poète de Gavoi Michele Carboni (1764-1814) Animu, patriottas, a sa gherra !.

## Innu nou contra sos feudatàriosdi Francesco Masala
En 1981, le poète Francesco Masala a publié un recueil de poèmes (en sarde et en italien) intitulé Poesias in duas limbas / Poesie bilingui : parmi ceux-ci figure Innu nou contra sos feudatàrios (a sa manera de Frantziscu Innàssiu Mannu) / Nuovo inno contro i feudatari (alla maniera di Francesco Ignazio Mannu). Le poète logudorais rapporte quelques vers de Mannu et, avec l'ajout de certains de ses vers, propose des thèmes de révolte contre les nouvelles oppressions.